# جون هاينز هولمز
جون هاينز هولمز (بالإنجليزية: John Haynes Holmes)‏ هو موظف ديني ‏ أمريكي، ولد في 29 نوفمبر 1879 في فيلادلفيا في الولايات المتحدة، وتوفي في 3 أبريل 1964.

## وصلات خارجية
- جون هاينز هولمز على موقع قاعدة بيانات برودواي على الإنترنت (الإنجليزية)